# Niveauschema der Reizbeantwortung

Schichtenlehre des Aristoteles – Zum besseren Verständnis des Begriffs „Hyle“ (= Materie, Körper) siehe die aristotelische Lehre des Hylozoismus.

Das Niveauschema der Reizbeantwortung soll Orientierung ermöglichen hinsichtlich der Organisation von Reizbeantwortung und Reizverarbeitung durch das Nervensystem. Das Schema dient dazu, den funktionellen Zusammenhang zwischen verschiedenen Regionen des Zentralnervensystems zu verdeutlichen. Es vertritt damit eine konnektionistische Auffassung. Es unterscheidet zwischen „höheren“ und „niedrigeren“ Stufen der Organisation. Die hierarchisch höheren und komplexer gegliederten Stufen wirken dabei auf die niedrigeren im Sinne eines Abwärts-Effekts. In umgekehrtem Sinne wird von einem Aufwärts-Effekt gesprochen. Abwärts-Effekte sind jedoch in der Regel befähigt, die Abläufe auf den niedrigeren Ebenen zu kontrollieren bzw. zu hemmen, siehe dazu die Theorie des Nervismus.(a) Das Höhen-Prinzip geht auf Aristoteles (um 384–322 v. Chr.) zurück. Auf die Neurologie hat es John Hughlings Jackson (1835–1911) mit Blick auf die Evolution angewandt.(a) Die Bezeichnung „Niveauschema“ wurde von Peter R. Hofstätter (1913–1994) geprägt.(a)

## Neurophysiologie

Mit der Darstellung makroskopisch unterscheidbarer Ebenen des Aufbaus des Nervensystems sollen entwicklungsgeschichtlich differenzierte Erregungsabläufe nach dem „Grundschema des Reflexbogens“ (Jaspers) aufgezeigt werden. Die einfachsten Reflexbögen bleiben begrenzt auf die Höhe des Rückenmarks. Die höher differenzierten Verbindungen von Neuronenketten erreichen mit ihren Funktionsabläufen schließlich den Neocortex. Die Reflexologie als Lehre von diesen höheren Reflexen geht zurück auf Iwan Petrowitsch Pawlow (1849–1936) und Wladimir Michailowitsch Bechterew (1857–1927).^{(b)} Entwicklungsgeschichtliche Differenzierungen einzelner Nervenbahnen bleiben in der graphischen Darstellung jedoch unberücksichtigt, wie sie sich etwa auf Querschnitten des Hirnstamms oder Rückenmarks aufzeigen lassen. Die unter der Spalte „Sensibles / Sensorisches System“ dargestellten Erregungen lassen sich in ihrer Ausbreitung über entsprechende Nervenbahnen weitestgehend als afferent beschreiben, die unter der Spalte „Motorisches / Prämotorisches System“ als efferent. In sich geschlossene Neuronenkreise bleiben unberücksichtigt. Das Zwischenhirn wird von einzelnen Autoren wie Helmut Ferner (1912–1998) zum Hirnstamm gerechnet.

Hofstätter verwendete den Begriff Niveauschema der Reizbeantwortung im Zusammenhang mit der Reaktionszeit oder Latenzzeit der neuronalen Reizübertragung. Die entsprechenden Zeitwerte sind für die Eigenreflexe am niedrigsten, für bedingte Reflexe länger, für Reaktionen, die Aufmerksamkeit beanspruchen („Wahlreaktionen“) dementsprechend wesentlich länger. Sie betragen bei Eigenreflexen nur wenige Millisekunden (ms). Die Reaktionszeit für den PSR, bei dem die Erregung ausgehend von den Muskelspindeln neuronal nur über das Spinalganglion und das Motoneuron im Rückenmark geleitet wird, beträgt 30–40 ms, für den bedingten Reflex 170–450 ms. Für die Wahl von Assoziationen benötigt eine Versuchsperson mindestens 1200 ms. Die Erklärung liegt hierfür in der Tatsache begründet, dass beim PSR nur eine monosynaptische Reizübertragung stattfindet, bei Assoziationen jedoch der Neocortex mit einer größeren Neuronenkette beteiligt ist. Man kann daraus schließen. dass bei einem bedingten Reflex unter Beteiligung höherer Nervenzentren die neuronale Erregung einen längeren Weg durchläuft. Daher wird ungleich mehr an Übertragungszeit pro Zahl der Synapsen benötigt.(b)(a)
Die Anatomen Alfred Benninghoff (1890–1953) und Kurt Goerttler (1898–1983) heben die reflektorischen Leistungen des Rückenmarks von denen des übrigen Nervensystems ab, obwohl sie selbst im Rückenmark Bahnen mit Höhenunterschieden für direkte (Eigenreflexe) und indirekte (Fremdreflexe) Reflexe beschreiben. Bei dem übrigen Nervensystem komme man mit dem Reflexbegriff nicht mehr aus. Die höher entwickelten Leistungen der Zentren benennen sie mit Koordination und Integration. Der vielseitig verwendete Begriff Integration meint die Verarbeitung der unterschiedlichen Reize (sensibel, sensorisch).
Karl Jaspers (1883–1969) hat entsprechend dem neurologischen Grundschema des Reflexbogens für die höheren Leistungen des Nervensystems den Begriff des psychischen Reflexbogens gewählt.

## Mögliche Übergänge zur Pathophysiologie
Als Empfindung bezeichnet Jean Delay (1907–1987) den Erfolg einer afferenten Erregung, die sich bis hin zur Hirnrinde (Neocortex) ausgebreitet hat.(b) Es ist daher eine Bewusstseinsschwelle in der hierarchischen Stufenleiter zu passieren. Diese Schwelle kann nach Pierre Janet (1859–1947), dem Lehrer von Delay, durch Erschöpfung und chronische Ermüdung, aber insbesondere durch die Psychasthenie abgesenkt werden (Abaissement du niveau mental). Die Psychasthenie zeichnet sich durch das Prinzip der Psycholepsie aus. Delay stellt fest, dass höhere Hirnzentren schneller ermüden als niedrigere. So seien zum Beispiel Eigenreflexe kaum ermüdbar.(c) Insbesondere die Leistungen der Sinnesorgane sind ermüdbar.(c)
Jackson war der Auffassung, dass die zunehmende Kontrolle der höheren Zentren über die niedrigeren im Verlauf der stammesgeschichtlichen Entwicklung erfolge, indem sich diese langsam aus den niedrigeren differenzieren. Umgekehrt komme es bei Krankheiten der Hirnrinde zur Entdifferenzierung dieser Entwicklungsvorgänge, die zu einer Reaktivierung der gehemmten Funktionen niedrigerer Zentren führen, so etwa zu Reflexsteigerungen des PSR. Jackson bezog sich dabei auf seine Beobachtungen bei partiellen oder fokalen Epilepsien, also auf Störungen, die von einem Herd in der Hirnrinde ausgehen.(b) Ähnliche Phänomene der Enthemmung niedrigerer Ebenen durch Ausfall der höheren (Pyramidenbahnzeichen) lassen sich bei der zentralen Lähmung feststellen.

## Weitere übertragene Bezeichnungen
Im Sinne der Bewusstseinsschwelle hat die Niveau- oder Höhenvorstellung der Reizverarbeitung zur Bildung weit verbreiterter Bezeichnungen wie etwa Unterbewusstsein oder Tiefenpsychologie geführt, weil damit sowohl der Einfluss unbewusster nervöser Aktivitäten betont werden sollte als auch die psychodynamische Fähigkeit der Hemmung tieferer Schichten des ZNS durch die höheren und damit die Fähigkeit der Abwehr und Verdrängung hervorgehoben werden sollte. Diese von Prinzipien der Neuroorganisation abgeleiteten, wenngleich nicht exakt definierbaren und daher auch kontrovers interpretierten Bezeichnungen haben Sigmund Freud (1856–1939) zur Beschreibung systematischer topischer Eigenschaften des psychischen Apparats bewogen.